# Jordbävningen i Umbrien och Marche 1997
Jordbävningen i Umbrien och Marche 1997 bestod av två jordbävningar i regionerna Umbrien och Marche i mellersta Italien, som snabbt följde på varandra morgonen den 26 september 1997.
Det första skalvet kom klockan 02.00 CEST (0.33 UTC), och uppmättes till 5,5 på Richterskalan, och det andra, huvudskalvet, kom klockan 11.40 am CEST (9.40 UTC), och uppmättes till 5,8 på Richterskalan. Epicentrum fanns i Annifo.
Flera tusen förskalv och efterskalv inträffade mellan maj 1997 och april 1998, av vilka 30 uppmättes till minst 3,5 på Richterskalan. 11 personer rapporterades ha omkommit efter de första skalven.

## Lista över förskalv och efterskalv
Enbart skalv (både förskalv och efterskalv) med magnituden 5,0 eller högre listade. Skalv med magnituden 5,5 eller högre i ljusblått. Huvudskalvet med magnitud 5,8 Me i mörkblått.
| Datum (Dag-månad-årtal) | Tid (UTC) | Latitud      | Longitud    | Djup         | Magnitud |
| ----------------------- | --------- | ------------ | ----------- | ------------ | -------- |
| 26 september 1997       | 0:33:12   | 43.048° nord | 12.879° öst | 10 kilometer | 5.5 (Mw) |
| 26 september 1997       | 11:40:26  | 43.084° nord | 12.812° öst | 10 kilometer | 5.8 (Me) |
| 26 september 1997       | 9:47:38   | 43.163° nord | 12.752° öst | 10 kilometer | 4.7 (ML) |
| 3 oktober 1997          | 8:55:21   | 43.075° nord | 12.794° öst | 10 kilometer | 5.3 (Mw) |
| 6 oktober 1997          | 23:24:52  | 43.045° nord | 12.835° öst | 10 kilometer | 5.5 (Mw) |
| 12 oktober 1997         | 11:08:36  | 42.901° nord | 12.897° öst | 10 kilometer | 5.3 (ML) |
| 14 oktober 1997         | 15:23:10  | 42.962° nord | 12.892° öst | 10 kilometer | 5.6 (ML) |
| 9 november 1997         | 19:07:33  | 42.903° nord | 12.948° öst | 10 kilometer | 5.0 (ML) |
| 26 mars 1998            | 16:26:11  | 43.255° nord | 12.969° öst | 10 kilometer | 5.4 (Mw) |
| 3 april 1998            | 7:26:36   | 43.164° nord | 12.701° öst | 10 kilometer | 5.2 (Mw) |
| 5 april 1998            | 15:52:20  | 43.185° nord | 12.719° öst | 10 kilometer | 5.0 (ML) |

### Fotnoter
1. ↑  ”NEIC: Earthquake Search Results”. earthquakes.usgs.gov. 1 oktober 2009. Arkiverad från originalet den 25 maj 2012. https://archive.is/20120525140851/http://neic.usgs.gov/cgi-bin/epic/epic.cgi?SEARCHMETHOD=2&CLAT=0.0&CLON=0.0&CRAD=0.0&FILEFORMAT=1&SEARCHRANGE=HH&SLAT2=43.5&SLAT1=42.5&SLON2=13.5&SLON1=12&SYEAR=1997&SMONTH=5&SDAY=1&EYEAR=1998&EMONTH=12&EDAY=31&LMAG=5.0&UMAG=9.9&NDEP1=&NDEP2=&IO1=&IO2=&SUBMIT=Submit+Search. Läst 1 oktober 2009.